# Madagasoeuopsis
Pseudallapoderus es un género de coleópteros curculionoideos de la familia Attelabidae. Habita en Madagascar y Comoras. Legalov describió el género en 2003. Esta es la lista de especies que lo componen:
- Madagasoeuopsis alluaudi Hustache, 1922
- Madagasoeuopsis conicollis Hustache, 1955
- Madagasoeuopsis convexicollis Richard, 1958
- Madagasoeuopsis longipes Hustache, 1922
- Madagasoeuopsis luteicornis Hustache, 1922